# روكن
روكن هي قرية في منطقة بيرغالوند كريس في ولاية ساكسونيا أنهالت ألمانيا. منذ 1 يوليو 2009 ، أصبحت جزءًا من مدينة لوتسن.
ولد الفيلسوف فريدريك نيتشه عام 1844 في القرية حيث كان والده قس الكنيسة. المنزل الذي ولد فيه لا يزال قائما حتى اليوم. ودُفن نيتشه أيضًا في المدينة.
في عام 2006 ، كشفت شركة الليغنيت الألمانية الوسطى للتعدين عن خطط لهدم القرية من أجل التنقيب عن الفحم ، لكن خطتهم قوبلت بمعارضة من "التحالف من أجل العمل" بشعار "المستقبل بدلاً من الليغنيت". في جلسة استماع عامة ، صوت 64٪ من السكان ضد الحفر في الأراضي المملوكة للمجتمع. وفي أبريل 2008 تم إسقاط الخطط رسميًا.

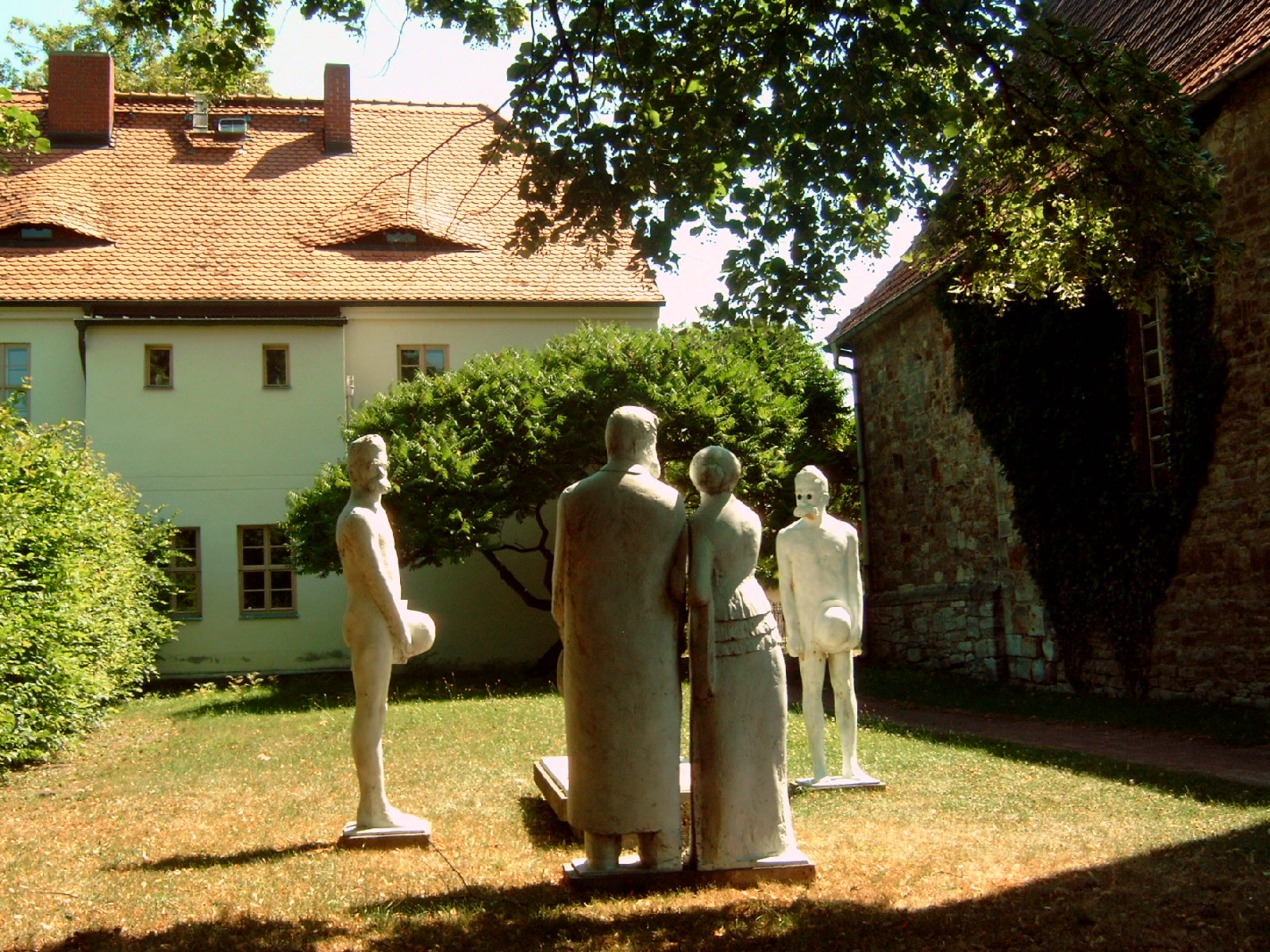
نصب تذكاري في حديقة منزل طفولة نيتشه

## السكان التاريخيون
من 1995 حتى 31 ديسمبر :
| سنة  | تعداد السكان |
| ---- | ------------ |
| 1990 | 665 *        |
| 1995 | 618          |
| 2000 | 617          |
| 2005 | 611          |
| 2006 | 610          |

## مشاهير
فريدريك نيتشه
1. ↑  GeoNames (بالإنجليزية), 2005, QID:Q830106